# Vanault-le-Châtel
Vanault-le-Châtel é uma comuna francesa na região administrativa do Grande Leste, no departamento de Marne. Estende-se por uma área de 34.78 km², e possui 176 habitantes, segundo o censo de 2018, com uma densidade de 5.1 hab/km².